# Otacilia sinifera
Otacilia sinifera là một loài nhện trong họ Phrurolithidae.
Loài này thuộc chi Otacilia. Otacilia sinifera được Christa L. Deeleman-Reinhold miêu tả năm 2001.